# Рескеєць (комуна)
Рескеєць, Рескеєці (рум. Răscăeți) — комуна у повіті Димбовіца в Румунії. До складу комуни входять такі села (дані про населення за 2002 рік):
- Вултурянка (193 особи)
- Рескеєць (2174 особи) — адміністративний центр комуни

Комуна розташована на відстані 67 км на захід від Бухареста, 39 км на південь від Тирговіште, 119 км на схід від Крайови, 121 км на південь від Брашова.

## Населення
У 2009 року у комуні проживали 2285 осіб.